# Pescia Fiorentina
Pescia Fiorentina is een plaats (frazione) in de Italiaanse gemeente Capalbio.
Pescia was een belangrijk centrum van staal in de 15e en 16e eeuw in de Maremma.

## Bezienswaardigheden
- Villa del Fontino, oude gebruiken op de grens met Lazio
- De Tarot-tuin (Giardino dei Tarocchi), beeldenpark gerealiseerd door Niki de Saint Phalle in de wijk van Garavicchio.